# Rathausbogen 4

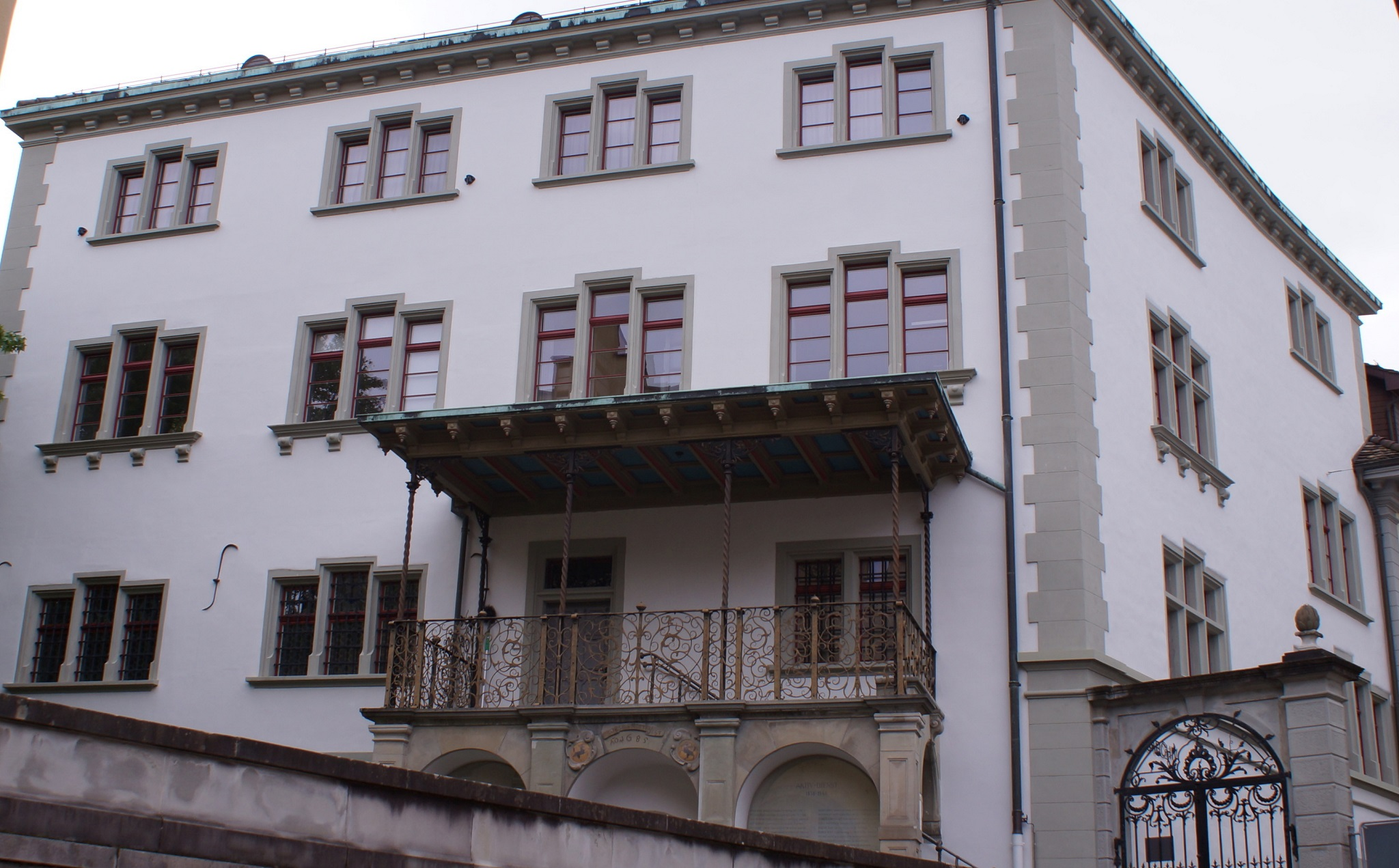
Das Archivgebäude (2020)

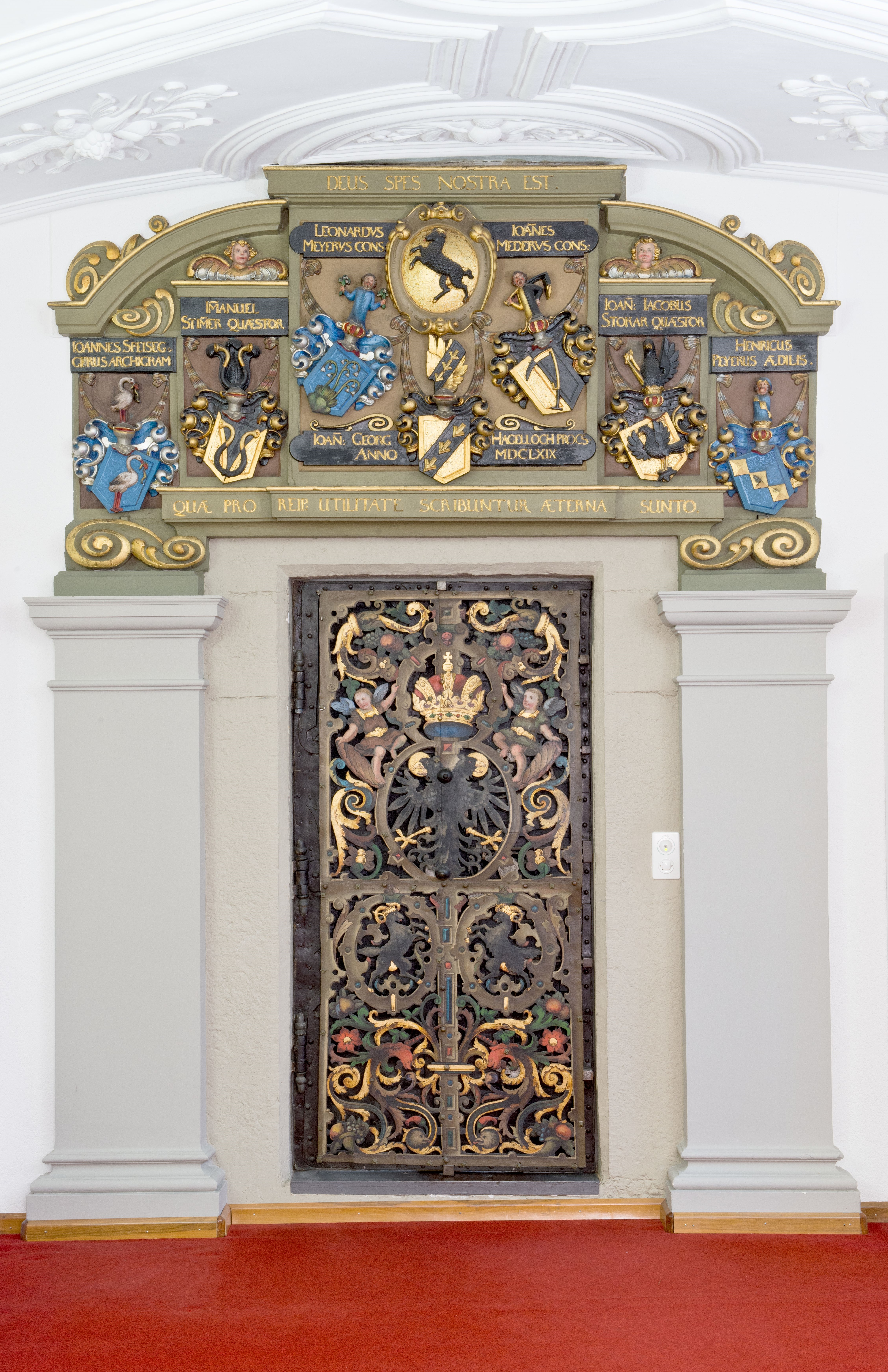
Portal des Lesesaals

Rathausbogen 4 ist das Archivgebäude des Staatsarchivs Schaffhausen in Schaffhausen, Schweiz. Es wurde 1669 errichtet und ist das einzige Schweizer Staatsarchiv in einem Archivzweckbau des 17. Jahrhunderts. Seitdem wurde das Bauwerk mehrfach umgebaut und vergrössert. Es ist im Kulturgüterschutz-Inventar der Schweiz als «Kulturgut von regionaler Bedeutung» (B-Objekt, KGS-Nr. 04390) klassifiziert.

## Lage
Das Gebäude liegt hinter dem Rathaus an der Rathausbogen genannten Gasse, welche die Vordergasse mit dem Herrenacker verbindet. Benachbart ist der südliche Trakt des Rathauses mit Ratssaal und Rathauslaube.

## Geschichte
Im Jahr 1610 wurde im Vorgänger des Gebäudes ein Schatzgewölbe eingerichtet. Darüber errichtete der Stadtbaumeister Heinrich Peyer 1669 einen Archivraum, der seit 1923 als Lesesaal dient. Etwa 90 Jahre lang wurde dort der Onyx von Schaffhausen aufbewahrt. 
Der Zuwachs an Archivgut bedingte Erweiterungen. Das Archiv wurde 1732 um die «Censurstube» des Nachbarhauses erweitert. Diese diente viele Jahre als Büro des Archivars. Franziskus von Meyenburg war im selben Jahr der erste hauptamtliche Archivar. Hunderte Jahre später wurde aus dem Archiv des Stadtstaates das Kantonsarchiv. Der Kantonsbaumeister Johann Christian Bahnmeier leitete 1885 den Neubau und eine Vergrösserung des Gebäudes, bei dem der Altbau in Teilen abgebrochen wurde. Die Erhöhung des Bauwerks um ein Stockwerk erfolgte 1936. Seitdem wurde das Archiv um drei Aussenmagazine erweitert.

## Beschreibung
Das Archivgebäude ist ein viergeschossiges Bauwerk der Barockzeit mit vier Fensterachsen. Die Fenster sind ortstypisch im Stil der Renaissance dreifach gekoppelt.
Die Stuckdecke des Lesesaals schuf vermutlich der bekannte Schaffhauser Stuckateur Samuel Höscheller. Die Eisentür des Saals ist mit reich verziert, ihre Ornamente sind mehrfarbig bemalt. Zusammen mit der in Sandstein ausgeführten Renaissance-Supraporte gehört sie zu den kunsthistorischen Besonderheiten des Gebäudes. Unter dem Stadtwappen sind sieben Wappen des Bürgermeisters sowie die von Räten und Amtsträgern ausgeführt. 
Als kunsthistorischen Besonderheiten gilt die mit bemalter Ornamentik reich verzierte Eisentür und die Renaissance-Supraporte in Sandstein mit den bemalten Wappen des Standes, der Bürgermeisters sowie von Räten und Amtsträgern ausgeführt. Die Stuckdecke stammt vermutlich von dem bekannten Schaffhauser Stuckateur Samuel Höscheller.